# Jeongjong II
Jeongjong II (né le 31 août 1018 et mort le 24 juin 1046) est le dixième roi de la Corée de la dynastie Goryeo. Il a régné du 31 octobre 1034 à sa mort.